# 지포
지포(Zippo)는 미국 펜실베이니아 브래드퍼드 시에 소재한 지포 제조회사(Zippo Manufacturing Company)에서 만드는 금속제 재사용 가능식 라이터다. 오스트리아의 임코 라이터의 영향을 받았다. 1932년 창사 이래 80년 이상의 세월동안 수천 개의 기종이 설계되었고 셀 수 없는 수가 판매되었다.